# Agente scelto

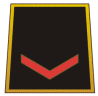
L'insegna per spallina di agente scelto della Polizia di Stato

L'agente scelto è una qualifica di alcune forze di polizia italiane. Fino al 1981 era conosciuto come  guardia scelta di pubblica sicurezza. 

## Caratteristiche generali
Si riferisce alla Polizia di Stato, al Corpo di polizia penitenziaria e, fino al 31 dicembre 2016, al Corpo forestale dello Stato. Tale qualifica è inferiore all'assistente e superiore all'agente. L'agente scelto riveste la qualifica di agente di polizia giudiziaria e di agente di pubblica sicurezza. 

## Galleria d'immagini
Il distintivo di grado dell'agente scelto consta di un galloncino rosso a V di 135°.

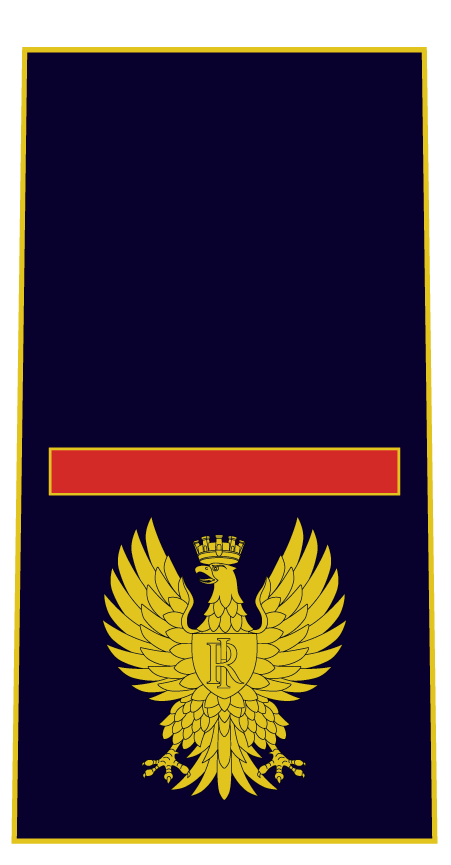
Distintivo di qualifica per controspallina di agente scelto della Polizia di Stato
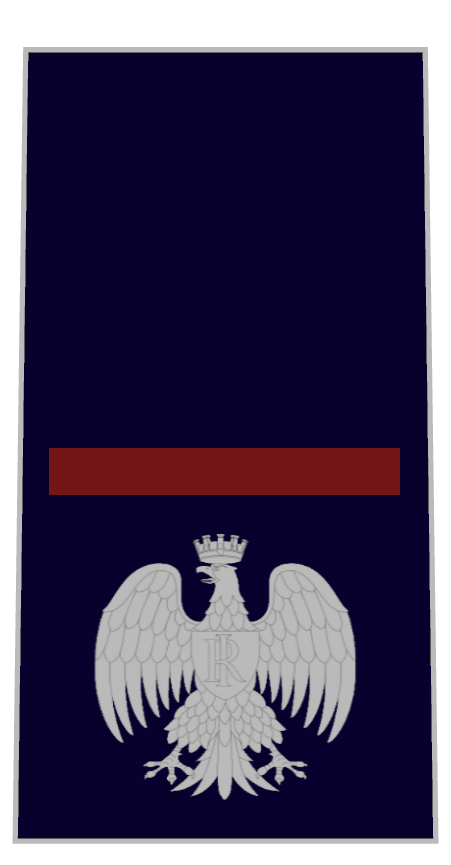
Distintivo di qualifica per controspallina di agente scelto della Polizia Penitenziaria
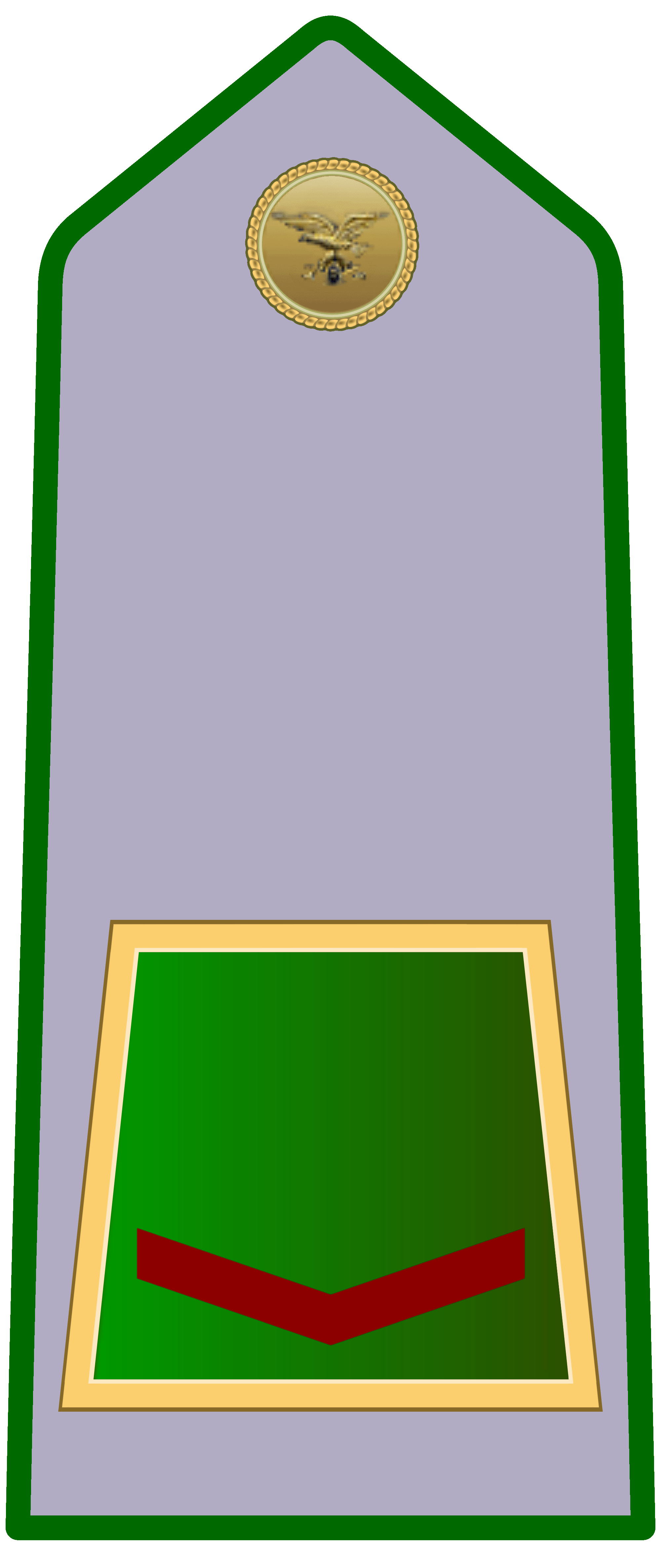
Distintivo di qualifica per controspallina di agente scelto del Corpo Forestale dello Stato

## Comparazione con i gradi delle forze armate italiane

Distintivo di grado per controspallina di caporale maggiore scelto  dell'Esercito Italiano
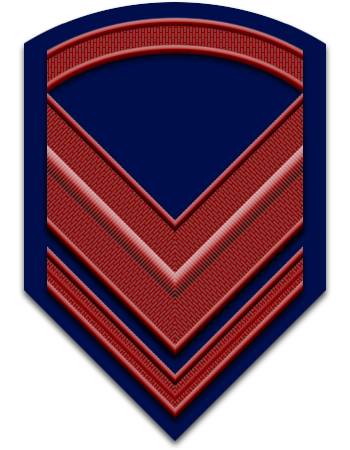
Distintivo da braccio di primo aviere scelto dell'Aeronautica Militare
Distintivo di grado di sottocapo di seconda classe della Marina Militare
Il distintivo per controspallina di carabiniere scelto dell'Arma dei Carabinieri

## Comparazione con i gradi dei corpi ad ordinamento militare

Distintivo di grado per controspallina di finanziere scelto della Guardia di Finanza
Distintivo di grado di sottocapo di seconda classe del Corpo delle capitanerie di porto - Guardia Costiera